# Titularbistum Vatarba
Vatarba ist ein Titularbistum der römisch-katholischen Kirche.
Das Bistum Vatarba war in Numidien angesiedelt, einer historischen Landschaft in Nordafrika, die weite Teile der heutigen Staaten Tunesien und Algerien umfasst.
| Titularbischöfe von Vatarba |                            |                                            |                   |                  |
| Nr.                         | Name                       | Amt                                        | von               | bis              |
| 1                           | Edmund Joseph Gleeson CSsR | Koadjutorbischof von Maitland (Australien) | 31. Mai 1929      | 28. März 1931    |
| 2                           | João da Silva Campos Neves | Weihbischof in Lissabon (Portugal)         | 27. Mai 1931      | 29. Oktober 1948 |
| 3                           | Arturo Duque Villegas      | Weihbischof in Ibagué (Kolumbien)          | 7. Mai 1949       | 17. März 1957    |
| 4                           | Andrzej Wronka             | Weihbischof in Gnesen und Breslau (Polen)  | 30. Mai 1957      | 29. August 1974  |
| 5                           | Mauro Morelli              | Weihbischof in São Paulo (Brasilien)       | 12. Dezember 1974 | 25. Mai 1981     |
| 6                           | Ricardo Ramirez CSB        | Weihbischof in San Antonio (USA)           | 27. Oktober 1981  | 17. August 1982  |
| 7                           | Moses Bosco Anderson SSE   | Weihbischof in Detroit (USA)               | 2. Dezember 1982  | 1. Januar 2013   |
| 8                           | Peter Baldacchino          | Weihbischof in Miami (USA)                 | 20. Februar 2014  | 15. Mai 2019     |
| 9                           | Danival Milagres Coelho    | Weihbischof in Goiânia (Brasilien)         | 2. Februar 2024   |                  |